# Rechtbank Utrecht

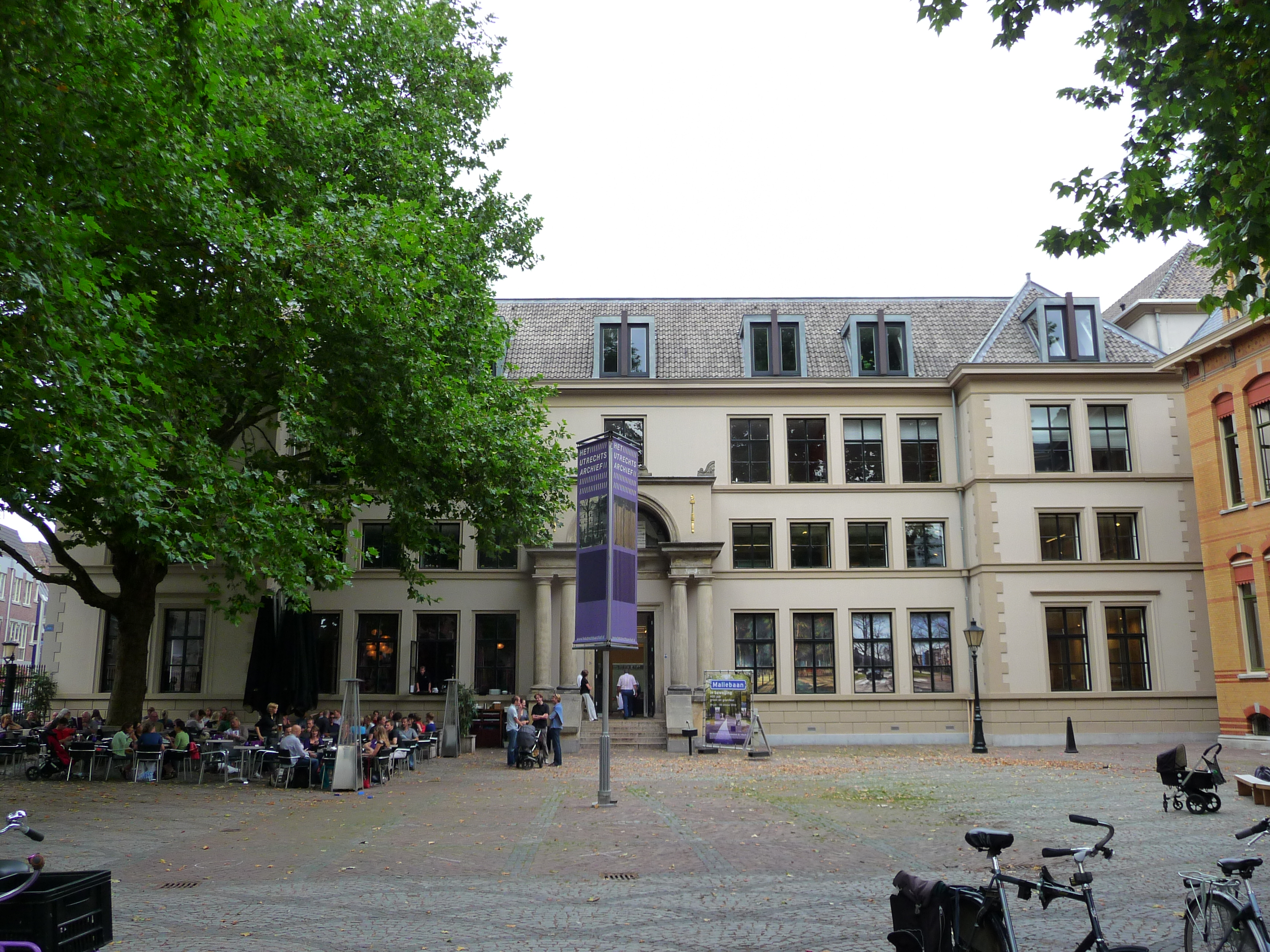
De oude rechtbank aan de Hamburgerstraat

De rechtbank Utrecht was van 1838 tot 2013 een rechtbank in Nederland. Het arrondissement van de rechtbank kwam ten tijde van de opheffing overeen met het grondgebied van de provincie Utrecht. Bij de herziening van de gerechtelijke kaart in 2013 werd Utrecht samengevoegd met delen van de rechtbank Amsterdam (het Gooi) en de provincie Flevoland uit de voormalige rechtbank Zwolle-Lelystad tot de nieuwe rechtbank Midden-Nederland.
Utrecht was ooit verdeeld in zeven kantons, waarvan er vier het arrondissement Utrecht vormden. In 2013 waren dat er nog twee: Utrecht en Amersfoort. De rechtbank zetelde in de stad Utrecht. Na jaren gevestigd te zijn geweest aan de Hamburgerstraat verhuisde de rechtbank in het begin van de 21e eeuw naar het Vrouwe Justitiaplein.